# Sportåret 1783

## Händelser

### Boxning

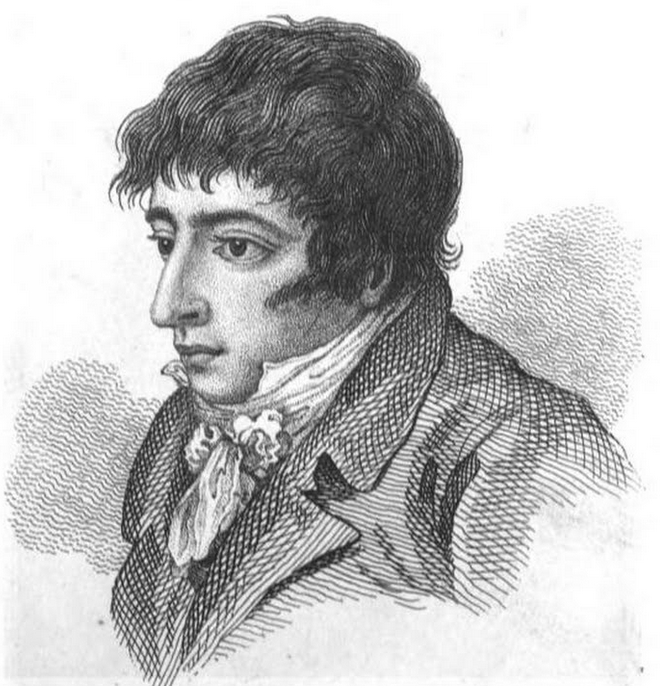
Daniel Mendoza.

- Juni – Tom Johnson besegrar Jack Jarvis i Walworth i en match som eventuellt avser den engelska mästerskapstiteln i tungvikt. Matchen varar i 15 minuter.[1]

- Juli – Tom Tyne besegrar Daniel Mendoza i Leytonstone. Matchen varar i en timme och 15 minuter.[2]

- Okänt datum
  - Daniel Mendoza besegrar John Matthews i Kilburn Wells. Matchen varar i två timmar.[2]
  - Daniel Mendoza besegrar Richard Dennis i Lock Fields. Matchen varar i 30 minuter.[2]

### Cricket
- Okänt datum – Hampshire CCC, även känd som Hambledon Club, vinner County Championship (en inofficiell titel fram till 1890, då de första officiella mästarna koras).